# Louisiana (Nuova Spagna)

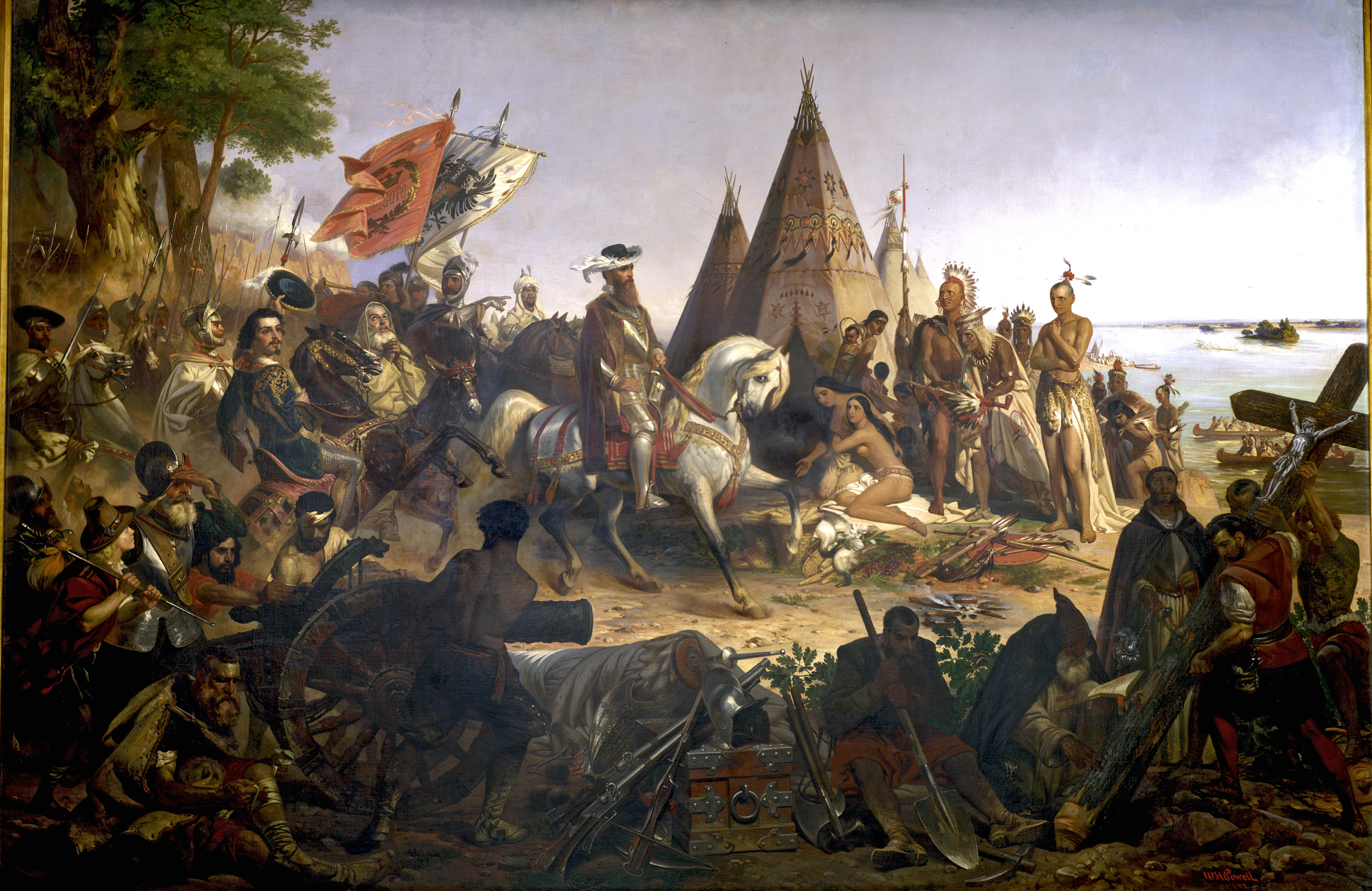
De Soto rivendica la proprietà del Mississippi, raffigurato nella Rotunda di Washington

Louisiana (spagnolo: Luisiana, francese: La Louisiane) era il nome di un distretto amministrativo della Nuova Spagna esistito tra il 1763 ed il 1803, che comprendeva il territorio del bacino del Mississippi e New Orleans. La Spagna acquistò questo territorio dalla Francia.
La zona fu formalmente restituita alla Francia napoleonica nel 1800 con il trattato di San Ildefonso per poi essere venduta nel 1803 agli Stati Uniti.
Nonostante l'abbiano posseduta per soli 36 anni, gli spagnoli furono di fatto responsabili della creazione di molte caratteristiche di New Orleans e Louisiana che vengono solitamente associate alla Francia.

## Cronologia

### Esplorazione spagnola
- 1541 - Hernando de Soto esplora partendo dalla Florida, e rivendica il Mississippi e tutti i suoi immissari per conto della corona di Spagna.
- 1541 - Francisco Vázquez de Coronado la esplora dal Messico in cerca delle sette città di Cibola raggiungendo Lindsborg (Kansas).

### Controllo francese
- 1673 - Jacques Marquette e Louis Jolliet iniziano l'esplorazione del Mississippi scendendo dall'attuale Canada, ed i francesi iniziano ad esercitare influenza reclamando i territori.
- 1699 - Jean-Baptiste Le Moyne de Bienville fonda il primo insediamento francese a Forte Maurepas (oggi Ocean Springs).
- 1702 - Jean-Baptiste Le Moyne de Bienville sposta gli insediamenti francesi su Dauphin Island e, sempre a gennaio, fonda la colonia di Mobile, con Forte Louis sul Mobile.
- 1714 - Natchitoches viene fondata da Louis Juchereau de Saint-Denis nella Louisiana francese, ed il villaggio prende il nome dagli indiani locali. La città di Natchitoches fu "incorporata", cioè costituita ufficialmente, il 5 febbraio 1819. È il più antico insediamento in Louisiana.
- 1718 - Jean-Baptiste Le Moyne de Bienville inizia la costruzione di New Orleans, con l'obbiettivo di spostarci la capitale da Mobile, e Biloxi a causa della crescita del fiume Mississippi durante gli uragani.
- 1720 - La spedizione spagnola di Villasur giunge dal Messico, e viene massacrata nei pressi di Columbus dagli indiani Pawnee alleati dei francesi.
- 1723 - New Orleans diventa la terza capitale della Louisiana francese.
- 1724 - Étienne de Veniard consiglia ai Comanche di resistere alle spedizioni spagnole che arrivano dal Messico.
- 1754 - Francia e Gran Bretagna iniziano la guerra franco-indiana.
- 1760 - I britannici conquistano il controllo di tutte le colonie francesi in Québec.
- 1761 - La Spagna si schiera con la Francia nella guerra dei sette anni.

### Controllo spagnolo

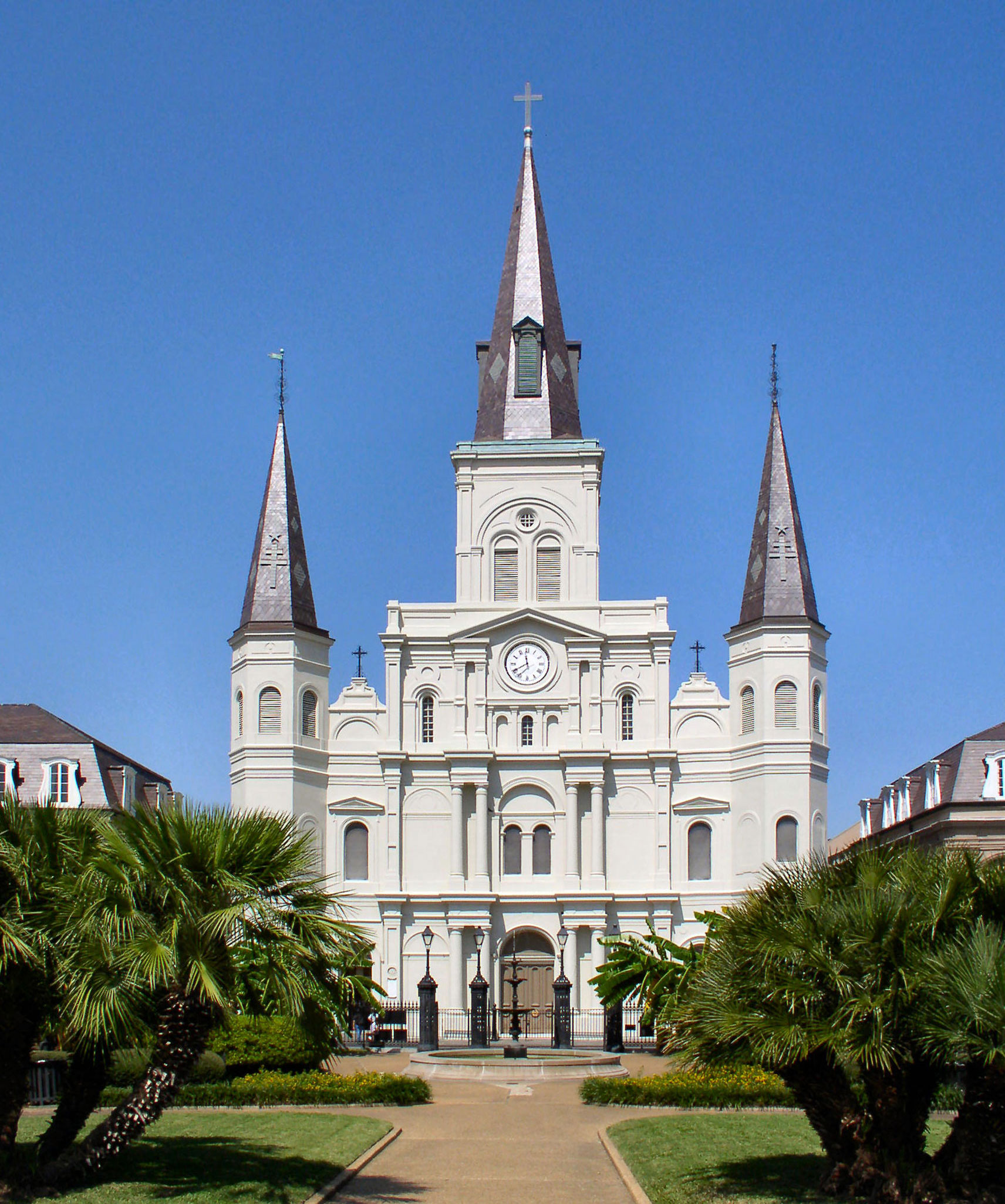
Cattedrale di San Luigi

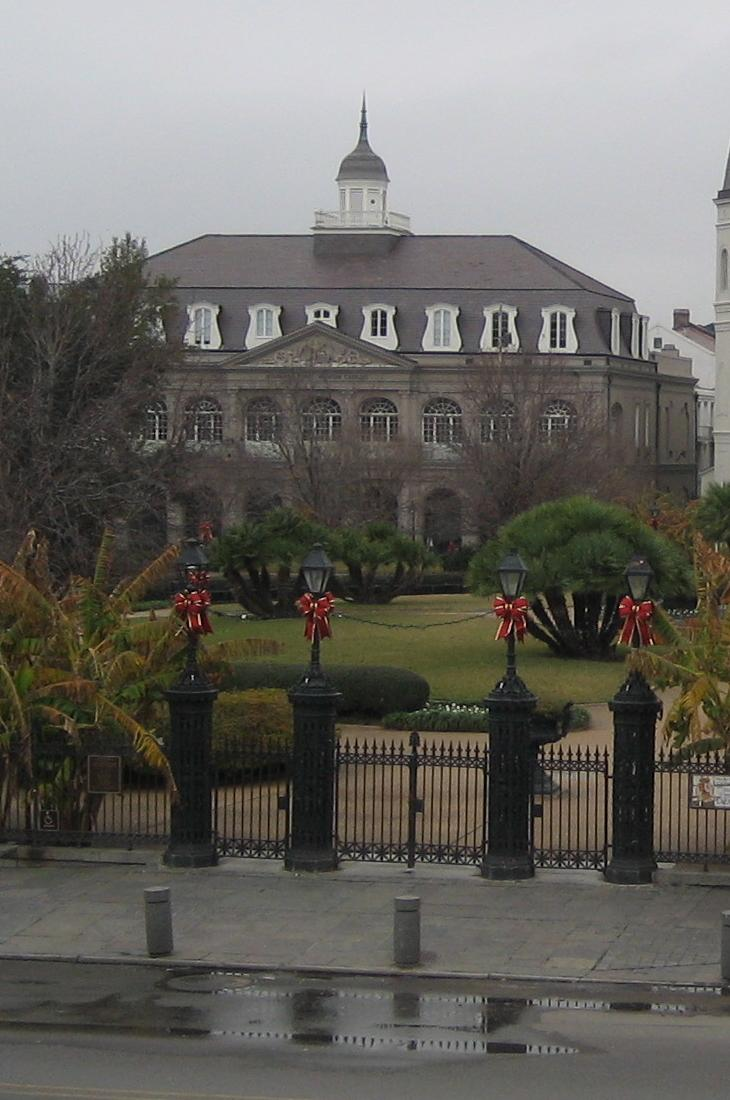
Cabildo

- 1762 - Mentre iniziano i negoziati della guerra dei sette anni, Luigi XV di Francia propone segretamente al cugino Carlo III di Spagna di consegnare la Louisiana alla Spagna con il Trattato di Fontainebleau.
- 1763 - Il trattato di Parigi mette fine alla guerra con la cessione francese dei territori ad est del Mississippi (compreso il Canada francese) agli inglesi. La Spagna cede la Florida e le terre ad est del Mississippi (compresa Baton Rouge) agli inglesi.
- 1763 - Giorgio III del Regno Unito, attraverso la Proclamazione Reale del 1763, dichiara che tutte le terre ad est del Mississippi sono state acquisite tranne Florida orientale, Florida occidentale e Québec che diventeranno Riserva indiana.
- 1763 - Inizia la migrazione degli Acadiani Cajun dal Québec e dei coloni sul lato orientale del Mississippi, cui era stato intimato di andarsene.
- 1764 - Pierre Laclede fonda la stazione di posta compagnia Maxent e Laclede a Saint Louis (Missouri).
- 1764 - Annuncio formale del fatto che la Spagna ha acquistato la Louisiana.
- 1765 - Joseph Broussard guida il primo gruppo di circa 200 Acadiani a Saint Martinville (Louisiana).[1]
- 1768 - Antonio de Ulloa diventa il primo governatore spagnolo della Louisiana. Viene rovesciato da una mobilitazione pro-francese durante la ribellione della Louisiana del 1768.
- 1769 - Alejandro O'Reilly seda la ribellione, giustizia i capi rivoltosi e manda gli altri cospiratori in prigione a Castello del Morro a L'Avana. Inaugura la legge spagnola costituendo il cabildo di New Orleans. Perdona i cospiratori che giurano fedeltà alla Spagna.
- 1770 - Luis de Unzaga dà il via alla gestione spagnola liberando i cospiratori imprigionati.
- 1770 - La Spagna inizia a governare la Louisiana Superiore con tenenti governatori.
- 1779 - La Spagna dichiara guerra alla Gran Bretagna nel corso della guerra d'indipendenza americana, ed inizia le campagne delle Indie occidentali e della costa del Golfo.
- 1780 - La battaglia di Saint Louis è la sola combattuta ad ovest del Mississippi.
- 1781 - La Spagna completa la riconquista della Florida con l'assedio di Pensacola.
- 1783 - Il trattato di Parigi restituisce alla Spagna il controllo della Florida.
- 1788 - Il grande incendio di New Orleans distrugge quasi tutta la città. Il governatore Esteban Rodríguez Miró diventa un eroe per gli sforzi compiuti.
- 1789 - I lavori di ricostruzione di New Orleans riedificano quello che oggi è noto come French Quarter. Le nuove strutture hanno mura in pietra. Viene posata la prima pietra della cattedrale di san Luigi.
- 1795 - Il trattato di Pinckney stabilisce i confini con gli Stati Uniti e riconosce il diritto agli USA di navigare attraverso New Orleans.
- 1795 - La Spagna inizia una serie di esplorazioni scientifiche del fiume Missouri, compresa la spedizione di MacKay ed Evans.
- 1798 - La Spagna revoca agli Stati Uniti il diritto di navigare attraverso New Orleans.
- 1799 - Apre il nuovo Cabildo, ricostruito dopo l'incendio.

### Controllo francese
- 1800 - Nel trattato di San Ildefonso Napoleone acquisisce segretamente il territorio, ma la Spagna continua ad amministrarlo.
- 1801 - Agli Stati Uniti viene permesso di usare New Orleans.
- 1803 - Annuncio dell'acquisto della Louisiana da parte degli Stati Uniti.
- 1803 - La Spagna nega a Lewis e Clark il permesso di risalire il Missouri dato che il trasferimento alla Francia non era mai stato ufficializzato. I due passano l'inverno in Illinois a Camp Dubois.
- 1804 - La Francia prende ufficialmente il controllo nel dicembre del 1803, ma l'accordo non giunge a Saint Louis prima del 10 marzo 1804, chiamato il giorno delle tre bandiere.